# Francesco Lodi
Francesco Lodi (Nápoles, Italia; 23 de marzo de 1984) es un exfutbolista y dirigente deportivo italiano que jugaba de centrocampista.

## Trayectoria

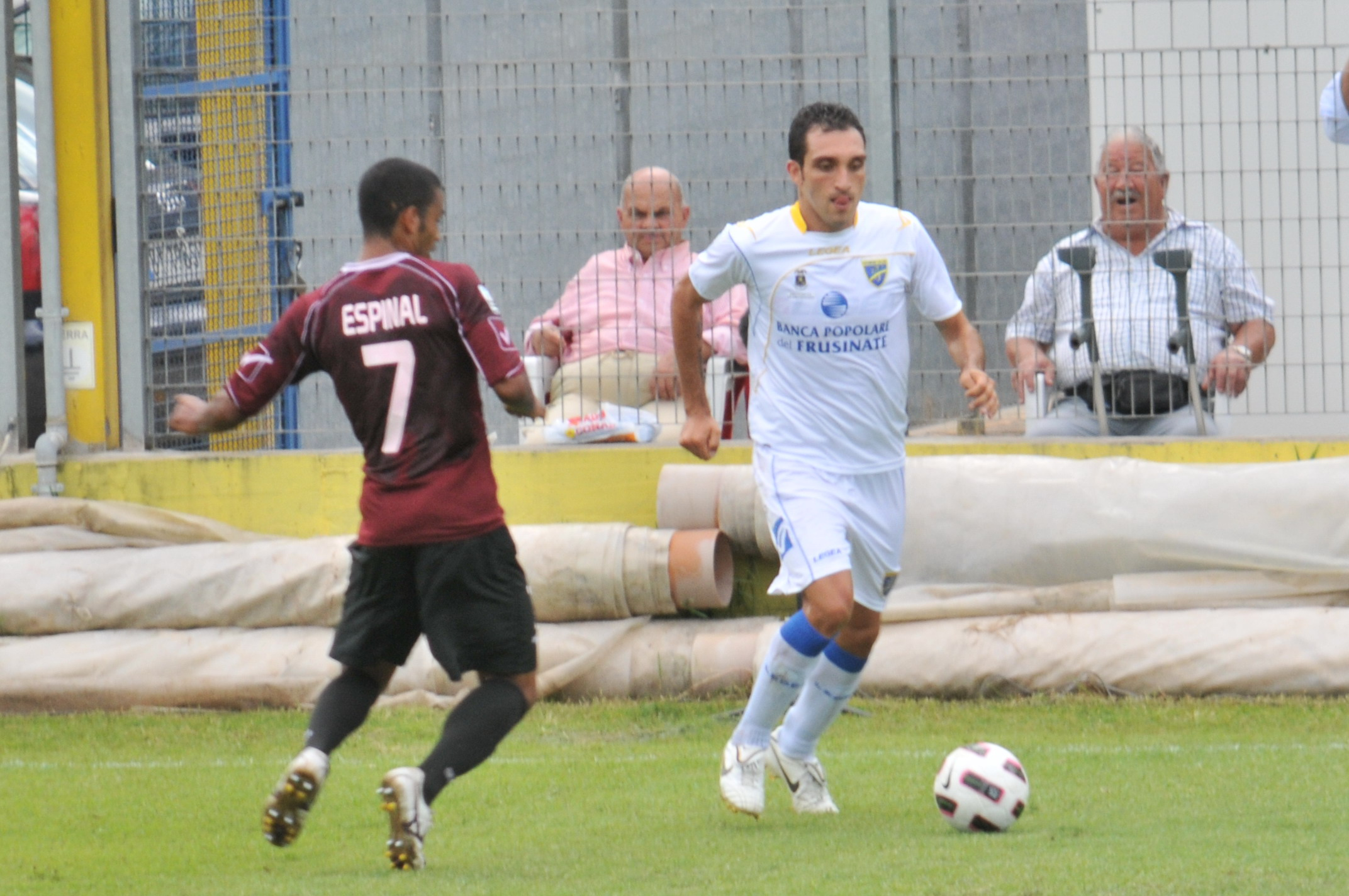
Lodi jugando para Frosinone

### Empoli Football Club
Comenzó su carrera como parte de la cantera del Empoli, siendo posteriormente ascendido al primer equipo en 2003. Su debut con la absoluta se produjo durante el período 2003-2004 de la Serie A la temporada. En el mercado de fichajes de invierno, Empoli optado por préstamo al jugador a Vicenza Calcio, en la Serie B italiana, para el jugador para ganar tiempo reglamentario de juego. Lodi pasó a hacer 11 appreances para el biancorossi, antes de regresar a Empoli para la temporada 2004-2005 Serie B, después de su descenso. En su primera temporada completa con el lado de la Toscana, Lodi jugó 27 partidos de liga, anotando 6 goles, ayudando a la promoción inmediata ganar de nuevo a la Serie A. Lodi se quedó con Empoli, su primera temporada completa en la Serie A. El centrocampista hizo sólo 17 partidos Sin embargo, y no mantenga pulsada la tecla de fútbol del primer equipo. Anotó sin goles.

### Frosinone
Para la temporada 2006-2007 Lega Calcio, Empoli prestó el jugador de 22 años a la Serie B Frosinone Calcio. Lodi inmediatamente obtuvo un puesto de titular con el club, haciendo 40 apariciones, de un máximo de 42, anotando 11 goles durante la temporada. A pesar de su forma, Empoli optó por mantener al jugador en el club Lazio basado en Lodi continuará su forma. Lodi pasó a hacer 41 presentaciones con la segunda división y marcó un impresionante 20 goles como centrocampista.

### Regreso a Empoli
Después de descenso Empoli de la Serie A, el préstamo no fue renovada y el jugador pasó la temporada 2008-2009 Serie B con el Empoli. Volvió a cabo con un alto nivel, lo que hace 41 partidos y 13 goles en la liga. Su forma más de tres temporadas, condujo a los intereses de una gran cantidad de clubes de la Serie A, incluyendo el Udinese Calcio, Atalanta BC, y el Chievo Verona. Al inicio de la temporada 2009-10, Lodi anotó 3 goles en los primeros tres juegos de la temporada de Empoli, y finalmente, se unió el Udinese Calcio en calidad de préstamo por el resto de la Serie A la temporada 2009-10.

### Udinese Calcio
El 28 de agosto de 2010, se unió oficialmente a Lodi Udinese Calcio cedido por el Empoli. Durante la temporada, encontrado en Lodi fútbol del primer equipo difícil de encontrar, no a la presencia de los mediocampistas establecidos, tales como Alexis Sánchez, Mauricio Isla, Inler Gokhan, y Kwadwo Asamoah. Lodi pasó a hacer 19 partidos de liga, anotando 1 gol. Udinese no utilizar la opción de comprar al jugador directamente, y por lo tanto volvió a Empoli el 30 de junio de 2010.

### Regreso a Frosinone
Después de su regreso de la Serie A. La experiencia de la máxima categoría con el Udinese, Lodi volvió a Empoli, pero fue vendido al instante a Frosinone Calcio en un acuerdo de copropiedad. En su regreso a Frosinone, Lodi respondió de inmediato con el fútbol del primer equipo, lo que hace 23 partidos (de un máximo de 23), y anotando 7 goles antes de que el mercado de fichajes de enero, en el que se transfieren de nuevo los clubes.

### Calcio Catania
El 31 de enero de 2011, Empoli compró el contrato total de Lodi a Frosinone, e inmediatamente después lo vendió a un acuerdo de copropiedad a Catania Calcio por el resto de la temporada 2010-11. Catania se le dio también la opción de comprar el contrato del jugador y de manera completa y pueden ejercer este acuerdo en junio de 2011. Sus dos primeros partidos con el equipo siciliano fueron muy bajo llave, sin embargo el 13 de febrero de 2011, Lodi anotó dos tiros libres en una fantástica victoria 3-2 de Catania, en contra de U.S. Lecce. Lodi era también el autor de un freeckick impresionante frente a la Juventus en el minuto 96 de juego, terminando el juego en el sorteo de Catania. En junio de 2011, Catania utilizaron su opción de compra de contrato de Lodi sobre una base completa.

### Genoa CFC
El 3 de julio de 2013, el Catania vende a Francesco Lodi al Genoa con copropiedad, teniendo ambos equipos un 50% de sus derechos. Firma por tres años pero permanece en el Catania, donde lleva el número 10.

### Catania (segunda vez)
El 3 de enero de 2014, Génova anunció la transferencia en préstamo a Catania en el marco de una empresa conjunta entre las dos empresas [33] [34].  El 6 de enero marcó el definitivo 2-0 de penalti ante el Bolonia en el primer partido tras la vuelta a Catania [35].  El 18 de mayo marcó el gol que abrió el partido contra el Atalanta en el partido que terminará con la victoria del Etna por 2-1, un resultado inútil dado que el Etna ya estaba descendido a la Serie B [36].  Termina la temporada en Catania con 19 partidos y dos goles.
El 13 de junio de 2014, Catania canjeó la otra mitad de la tarjeta del jugador de Génova en una operación que vio la redención por parte del club de Liguria de Panagiōtīs Tachtsidīs.

### Parma
El 25 de agosto de 2014 firmó un contrato de cesión por cuatro años con derecho a rescate al Parma, eligiendo la camiseta número 21. 
El 11 de enero de 2015 marcó el gol del empate temporal en la derrota por 3-1 ante el Verona .
El 29 de enero puso en mora a la empresa (como había hecho poco antes el excompañero que había despedido recientemente a Antonio Cassano) pidiendo el pago de todos los salarios atrasados, si no se paga en 21 días  podrá desvincularse y buscar un nuevo equipo .
El 22 de junio de 2015, Parma quebró y Francesco Lodi regresó a Catania,  con quien rescindió el contrato de forma consensuada el 31 de agosto.

### Regreso a Udinese
El 23 de septiembre firmó un contrato anual con opción al segundo año con el Udinese, volviendo así al Friuli después de 5 años y medio,  decidió vestir la camiseta con el número 20. Debutó cuatro días después jugando el Toda la segunda parte del Bologna-Udinese 1-2.  Marcó su primer gol de la temporada el 25 de octubre de un tiro libre (el 13 en la Serie A) contra su ex equipo Frosinone.

### Catania (tercera vez)
El 13 de junio de 2017 Lodi regresó a Catania y firmó un contrato hasta el 30 de junio de 2022. Firmó su primer gol de la temporada lejos de Virtus Francavilla, luego ganado por Etna 0-3.

### Triestina
El 9 de enero de 2020 rescinde contrato con el Catania, debido a los problemas económicos del club del Etna, y firma contrato con el Triestina, pasando al grupo B de la Serie C. 

### Messina
El 22 de enero de 2021, tras terminar con el Triestina, firma un contrato de un año y medio con el F. C. Messina, uno de los dos equipos de Messina, luchando por el ascenso al grupo I de la Serie D.  Debutó en la Serie D el 17 de febrero siguiente, en el partido que perdió 2-1 ante el Acireale.  El 24 de febrero marcó sus primeros goles con los giallorossi, logrando un triplete ante Dattilo.  En total, marcó 12 goles en 20 partidos de liga y un gol en 2 partidos de playoffs.

### Acireale
El 21 de agosto de 2021 se convierte en nuevo jugador de Acireale.  Debutó con la granada el 19 de septiembre siguiente, marcando en la victoria ante el Cittanovese (1-0).

### Catania (cuarta vez)
En 2022 ficha por el refundado Catania, donde se retira en 2023, convirtiéndose en embajador de marca del club siciliano.

## Selección nacional
A pesar de que jugó bien para el italiano sub-19, hizo su Lodi Italia Sub-21 de debut ante Croacia en un partido amistoso, 15 de agosto de 2006, a la edad de 22 años. Echaba de menos los grandes eventos como la UEFA Sub-21 Campeonato de 2006.
Su tardía convocatoria para U-21 se debió a la competencia de jugadores de gran talento como Palladino, Pazzini y Bianchi, Pepe.
Debido a la UEFA Sub-21 Campeonato de 2007 cambiar el límite de edad, el nuevo entrenador Pierluigi Casiraghi le llamó como miembro principal del equipo.

## Clubes
| Club              | País   | Año         |
| ----------------- | ------ | ----------- |
| Empoli F. C.      | Italia | 2000 - 2004 |
| Vicenza Calcio    | Italia | 2004        |
| Empoli F. C.      | Italia | 2004 - 2006 |
| Frosinone Calcio  | Italia | 2006 - 2008 |
| Udinese Calcio    | Italia | 2009 - 2010 |
| Frosinone Calcio  | Italia | 2010        |
| Calcio Catania    | Italia | 2011 - 2013 |
| Genoa             | Italia | 2013 - 2014 |
| Calcio Catania    | Italia | 2014        |
| Parma F. C.       | Italia | 2014 - 2015 |
| Udinese Calcio    | Italia | 2015 - 2016 |
| Calcio Catania    | Italia | 2017 - 2020 |
| U. S. Triestina   | Italia | 2020 - 2021 |
| F. C. Messina     | Italia | 2021        |
| A. S. D. Acireale | Italia | 2021 - 2022 |
| Catania F. C.     | Italia | 2022 - 2023 |